# Koi no Junction
Singles de CoCo
Chiisa na Ippo de
(1993) You're My Treasure - Tōi Yakusoku
(1994)
 Koi no Junction  (恋のジャンクション) est le 13e single du groupe de J-pop CoCo.

## Présentation
Le single sort le 3 novembre 1993 au Japon sous le label Pony Canyon, au format mini-CD single de 8 cm. Il atteint la 37e place du classement de l'Oricon et reste classé pendant deux semaines ; il restera le single le moins vendu et le moins bien classé du groupe.
Le single contient deux chansons, ainsi que leur versions instrumentales. Elles n'apparaitront sur aucun album original.
La chanson-titre figurera finalement sur la compilation d'adieu Singles de 1994, ainsi que sur les compilations ultérieures My Kore! Kushon CoCo Best et My Kore! Lite Series CoCo. Les deux chansons du single seront également présentes sur la compilation CoCo Uta no Daihyakka Sono 1 de 2008.

## Liste des titres
| 1. | Koi no Junction (恋のジャンクション)                      | Neko Oikawa / Haruhiko Kawakami / Seiji Kameda  | 4:03 |
| 2. | Sweet Energy - Mirai wa Mikata (SWEET ENERGY～未来は味方) | Yukari Izumi / Yuuko Yamaguchi / Seiji Kameda   | 4:45 |
| 3. | Koi no Junction (Original Karaoke)                        | instrumental / Haruhiko Kawakami / Seiji Kameda | 4:03 |
| 4. | Sweet Energy - Mirai wa Mikata (Original Karaoke)         | instrumental / Yuuko Yamaguchi / Seiji Kameda   | 4:45 |